# Hal Ashby
Hal Ashby (Ogden, 2. rujna 1929. – Malibu, 27. prosinca 1988.), američki filmski montažer, a kasnije i redatelj.

## Mlade godine
Rodio se u gradu Ogdenu u saveznoj državi Utah u mormonskoj obitelji. Mladost je proveo burno - roditelji su mu se razveli, otac mu je počinio samoubojstvo, sam se oženio vrlo mlad, s 19 godina, i ubrzo zatim i razveo. Odustao je od srednje škole te se naposljetku preselio u Kaliforniju. 

## Karijera
Po vlastitim riječima, imao je 50-ak poslova prije nego što je konačno dobio posao kao montažer na filmu. 1967. čak je osvojio Oscara za montažu u filmu "U vrelini noći." Na nagovor mentora, redatelja Normana Jewisona, Ashby je s 40 godina konačno i sam režirao svoj prvi film, tragikomediju "Stanodavac" iz 1970.
Kasnije je, ponajviše u 70-ima, razvio osebujnu i uspješnu karijeru kao redatelj koji zagovara liberalne stavove i humanizam te je dobio i nominaciju za Oscara i Zlatni globus za najbolju režiju za film "Povratak veterana" iz 1978., a mnogo je puta nominiran i za Zlatnu palmu. Film "Holivudski frizer" je navodno režirao prema memoarima svoje supruge Joan Marshall. Njegov najhvaljeniji film je društvena satira "Dobrodošli, g. Chance". 
No, počeo je gubiti slavu u 80-ima režiravši samo slabo poznate fimove. Kako bi skrenuo svoju karijeru prema pozitivnom, prestao je uzimati droge, ošišao svoju dugu kosu i skratio bradu kako bi djelovao "respektabilnije", ali je dobivao samo radove na televiziji. Umro je s 59 godina od raka gušterače.

## Zanimljivosti
- Bio je vegetarijanac.
- Sean Penn je svoj prvi film kojeg je režirao, "The Indian Runner", posvetio Ashbyju.
- U skoro svakom filmu kojeg je režirao, pojavio se u malom cameo nastupu.
- 10 glumaca u njegovim filmovima od 1970. do 1979. dobilo je nominacije za Oscara: Jack Nicholson i Randy Quaid za film "Posljednji zadatak", Jack Warden za film "Holivudski frizer", Bruce Dern i Penelope Milford za film "Povratak veterana", te Peter Sellers za film "Dobrodošli, g. Chance", dok su Lee Grant, Jon Voight, Jane Fonda i Melvyn Douglas osvojili te nagrade. Četvero glumaca osvojilo je uz to i Zlatni globus: Jon Voight i Jane Fonda za "Povratak veterana" te Peter Sellers i Melvyn Douglas za "Dobrodošli, g. Chance".

## Filmografija
- Stanodavac (1970)
- Harold i Maude (1971)
- Posljednji zadatak (1973)
- Holivudski frizer (1975)
- Na putu slave (1976)
- Povratak veterana (1978)
- Dobrodošli, g. Chance (1979)
- Second-Hand Hearts (1981)
- Lookin' to Get Out (1982)
- Let's Spend the Night Together (1982)
- The Slugger's Wife (1985)
- 8 Million Ways to Die (1986)
- Jake's Journey (1988) (TV)

## Vanjske poveznice
- IMDb profil
- Profil Hala Ashbya